# Kharab Al Marashi (huyện)
Huyện Kharab Al Marashi là một huyện thuộc tỉnh Al Jawf, Yemen. Đến thời điểm năm 2003, huyện này có dân số 63532 người